# Gomphosus varius
Gomphosus varius е вид лъчеперка от семейство Labridae.

## Разпространение
Видът е разпространен в Австралия, Американска Самоа, Вануату, Виетнам, Гуам, Индонезия, Камбоджа, Кирибати, Китай, Кокосови острови, Малайзия, Малки далечни острови на САЩ, Маршалови острови, Микронезия, Науру, Ниуе, Нова Каледония, Остров Норфолк, Остров Рождество, Острови Кук, Палау, Папуа Нова Гвинея, Питкерн, Провинции в КНР, Самоа, САЩ, Северни Мариански острови, Сингапур, Соломонови острови, Тайван, Тайланд, Токелау, Тонга, Тувалу, Уолис и Футуна, Фиджи, Филипини, Френска Полинезия и Япония.